# Regentanz

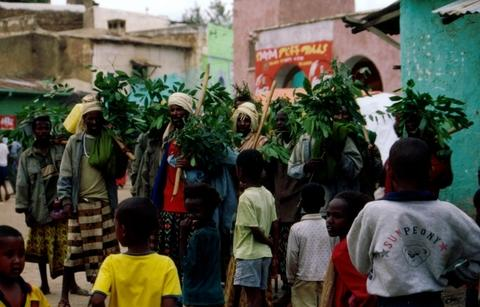
Regentanz, aufgeführt in Harar im Südosten Äthiopiens.

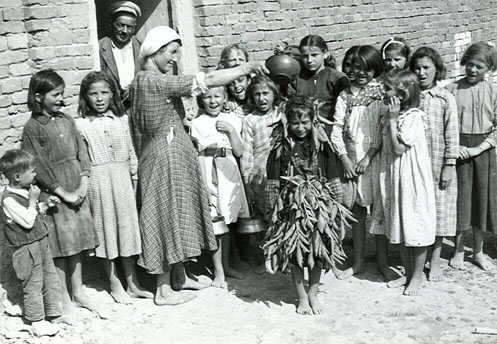
Dodola (Paparuda) in Bulgarien um 1950

Regentanz, auch Regenmachertanz, Regenmacherzeremonie oder Regenmacherritual, ist ein kultisches Ritual in Form eines Tanzes oder einer anderen Ritualhandlung, das in der Hoffnung aufgeführt wird, Regen auszulösen, um damit z. B. die nächste Ernte zu garantieren.
Regenmacherzeremonien können als Tanz eines einzelnen hierauf spezialisierten Regenmachers, als Gruppentanz der Gemeinschaft mit Musikbegleitung, als Opferzeremonie oder als Prozession durchgeführt werden. Regentänze finden sich in vielen Kulturen, etwa im Alten Ägypten, bei amerikanischen Indianern und in Afrika. Auf dem Balkan gibt es ein Regentanzritual namens Paparuda (Rumänisch) bzw. Perperuna (Slawisch).
Cherokee-Indianer aus dem Südosten (Appalachen) der USA führten Regentänze durch, um Niederschlag auszulösen und böse Geister zu vertreiben. Die Legenden des Stammes besagen, dass der beschworene Regen die Geister der früheren Stammesführer enthält und dass diese das Böse zwischen Realität und Geisterwelt bekämpfen. Die Cherokee waren der Ansicht, dass besonders aufwändige Regentänze die Teilnehmer und das Publikum zu ungewöhnlichen und extremen Akten der Anbetung befähigen würden.
Eine Geschichte der indigenen Bevölkerung der USA berichtet, wie der Ausdruck „Regentanz“ entstand. Während der Tage der Indianer-Umsiedlung wurden verschiedene religiöse Zeremonien, darunter der Sonnentanz und der Geistertanz, von der Regierung verboten. Die Windigokan, eine indianische Geheimgesellschaft, wurde bekannt, weil sie den Bundesvertretern mitteilten, sie würden nicht den Sonnentanz, sondern den Regentanz aufführen, und somit nicht ungesetzlich handeln.
Julia M. Butree (eine Frau von Ernest Thompson Seton) beschreibt in ihrem Buch unter anderen Tänzen der Ureinwohner auch den Regentanz der Zuni.
Während des Tanzes wurden Federn und Türkise getragen, um Wind und Regen symbolisch darzustellen. Die speziellen Abläufe während des Tanzes wurden über Generationen mündlich weitergegeben.
Der Mensch hatte vor der Aufklärung generell die Tendenz, physikalischen Phänomenen eine mystische Bedeutung zuzumessen (Mystizismus). Ein anderes Beispiel dafür sind die Wetterheiligen.